# Nikolái Ikónnikov-Gálitski
Nikolai Petrovic Ikonnikov-Galitzky (transliteración del cirílico Николай Петрович Икoнникoв- Гaлицкий ( 1892 - 1942 ) fue un botánico ruso, que desarrolló extensas expediciones botánicas a Mongolia

## Algunas publicaciones
- Ikonnikov-Galitzky, N. P. 1937. Review of species of genus Lagopsis. Bge. Bot. Mater. Gerb. Bot. Inst. Komarova Akad. Nauk S.S.S.R. 7 (2): 39 – 47

- La abreviatura «Ikonn.-Gal.» se emplea para indicar a Nikolái Ikónnikov-Gálitski como autoridad en la descripción y clasificación científica de los vegetales.[2]